# Konkordantes Neues Testament
Das Konkordante Neue Testament (KNT) ist eine deutschsprachige Bibelübersetzung von Adolph Ernst Knoch, bei der eine konkordante Übersetzungsmethode angewendet wurde.

## Entstehung, Herausgeber
Die Erstausgabe erschien 1939 in Berlin, herausgegeben von Adolph Ernst Knoch. Knoch war auch für die amerikanische Version („Concordant Literal New Testament“) verantwortlich, die er 10 Jahre zuvor veröffentlicht hatte.
Heutiger Herausgeber ist der „Konkordante Verlag Deutschland“ in Pforzheim, der das KNT mittlerweile in der 7. Auflage von 2022 verlegt.
Das Alte Testament liegt nur in Teilen übersetzt vor, wie die Psalmen, Daniel, Ruth, 1. und 2. Buch Mose und Jesaja.

## Besonderheiten
Beim KNT wurde die konkordante Übersetzungsmethode angewendet, allerdings in leicht abgemilderter Form. Es wurden wenige begründete, im Anhang (Konkordanz) dokumentierte Ausnahmen zugelassen, in denen ein griechisches Wort aus Gründen der Lesbarkeit nicht durchgehend gleich übersetzt wurde. Außerdem wurden Füllworte verwendet (erkennbar im Text durch Dünndruck; siehe Beispiel). Durch beide Maßnahmen wurde insgesamt eine gute Lesbarkeit trotz der formalen Texttreue erreicht. Das Problem, dass bei einer Wiedergabe eines Wortes der Ausgangssprache durch stets das gleiche Wort der Zielsprache sich Abweichungen in der Bedeutung des Textes ergeben, wurde damit allerdings nicht gelöst.
Knoch selbst sagte zur Methode: „Jedes griechische Wort wird, soweit möglich, durch denselben deutschen Ausdruck wiedergegeben. Wo der Sprachgebrauch mehrere deutsche Wörter für ein griechisches fordert, ist dies aus der Konkordanz zu ersehen. Jedes deutsche Wort dient, wenn irgend möglich, zur Wiedergabe nur eines griechischen. Dadurch wird viel Verwirrung vermieden und private Ansichten werden nach Möglichkeit ausgeschaltet“.
Zum Selbststudium ist der eigentlichen Übersetzung eine umfangreiche Konkordanz angefügt, die alle verwendeten deutschen Wörter, deren Vorkommen und das zugrundeliegende griechische Wort aufführt, teilweise ergänzt um eine Definition. Außerdem werden die (oft vielfältigen) Übersetzungen der Lutherbibel erwähnt.

## Verwendete Grundtexte
Das KNT hat den Concordant Greek Text zur Grundlage, der vor allem aus dem übereinstimmenden Text der drei Kodizes A (Codex Alexandrinus), B (Codex Vaticanus) und Aleph (Codex Sinaiticus) besteht. Es wurden aber auch Arbeiten der bedeutendsten Handschriftenforscher zu Rate gezogen, angefangen bei Karl Lachmann, Konstantin von Tischendorf, Westcott und Hort, Hermann von Soden und anderen mehr bis zu Eberhard Nestle, Kurt Aland. Der Textus receptus wurde ebenso wenig unberücksichtigt gelassen wie die jüngste Veröffentlichung des neutestamentlichen Textes der internationalen Ausgabe der Vereinten Bibelgesellschaften. Zu dem häufiger verwendeten Text von Nestle-Aland lassen sich daher Unterschiede finden, die aber eher marginaler Natur sind.

## Leseprobe
Matthäus 18:23–24
| Deshalb gleicht das Königreich der Himmel einem Menschen, einem König, der mit seinem Sklaven abrechnen wollte. Als er aber anfing abzurechnen, wurde ein Schuldner über zehntausend Talente zu ihm gebracht. |